# Maizác Fanni
Maizác Fanni (Dunaújváros, 1992. június 7. –) magyar színésznő.

## Életpályája
2014-2019 között a Kaposvári Egyetem színművész szakán tanult, Eperjes Károly és Spindler Béla osztályában. 2019-2022 között a kaposvári Csiky Gergely Színház tagja volt.

## Filmes és televíziós szerepei
- Keresztanyu (2021–2022) ...Harangozó Ildikó
- Brigi és Brúnó (2022, 2023) ...népszámlálási biztos / orvos
- Drága örökösök – A visszatérés (2024) ...Harangozó Ildikó